# Michael Heidelberger

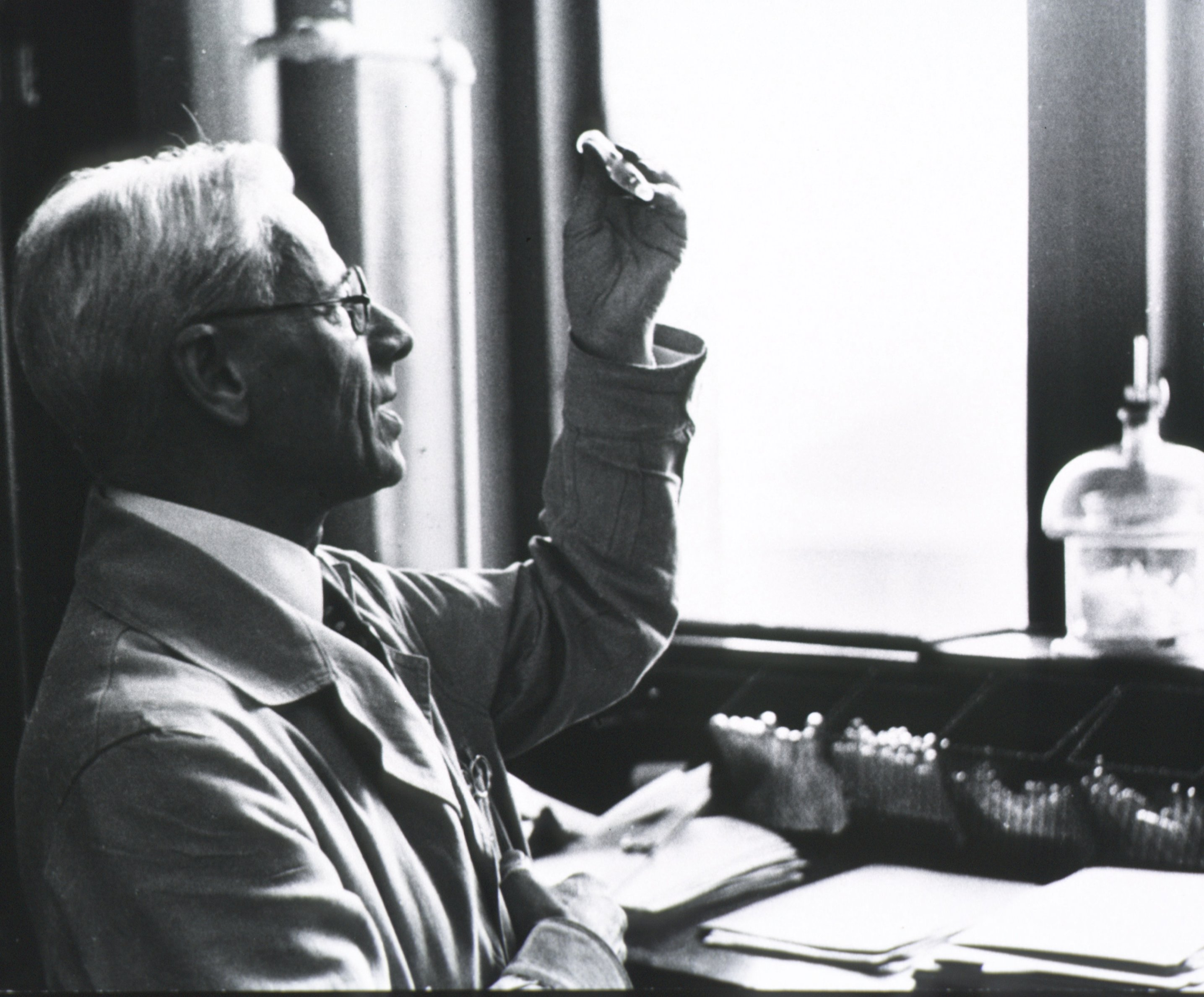
El autor, ca. 1954

Michael Heidelberger (29 de abril de 1888 – 25 de junio de 1991) fue un inmunólogo estadounidense considerado como el padre de la inmunología moderna.[cita requerida] Junto con Oswald Avery mostró que los polisacáridos del neumococo son antígenos, permitiéndole demostrar que los anticuerpos son proteínas. Realizó casi toda su carrera en la Universidad de Columbia, aunque en sus últimos años también estuvo en la Universidad de Nueva York. En 1934 y en 1936 recibió la beca Guggenheim. En 1967 recibió National Medal of Science, y después obtuvo el Premio Lasker a la investigación médica básica en for 1953 y de nuevo 1978.

## Primeros años de vida
Heidelberger nació en 1888 en Nueva York, Hijo de David y Fannie Campe Heidelberger, un viajante y una ama de casa, respectivamente. Fue el segundo hijo de la pareja, falleciendo el primogénito poco después de su nacimiento. Su hermano menor, David, nació 21 meses después de Michael. Su abuelo paterno, también llamado Michael, fue un judío alemán que emigró a Estados Unidos en los albores de la revolución de Noviembre, en 1848. 
El padre de Heidelberger tenía solo los estudios primarios y se pasaba en la carretera seis meses al año vendiendo cortinas. Dejó en manos de la madre de Heidelberger las tareas del hogar y la educación de Michael. Había asistido a una escuela privada femenina en Norfolk, Virginia, y tras su graduación permaneció junto a sus parientes en Alemania durante un año. Hasta la edad de doce años educó a ambos hermanos en casa. Asistían a conciertos clásicos, les obligaba a hablar alemán en la mesa y su niñera les hablaba francés en sus paseos por el cercano Central Park.[cita requerida] Más adelante acabó apreciando sus primeros aprendizajes de las lenguas que fueron centrales en el discurso científico de la primera mitad del siglo XX. 
Heidelberger decidió a la edad de ocho años que quería ser químico, por razones que nunca pudo expresar o evocar, pero que más tarde juzgó como que no eran más que "cabezonerías". Experimentaba en casa mezclando medicinas y los ingredientes muy básicos de que se disponía en los juegos de química de la época, hasta que comenzó su instrucción formal en botánica, zoología, física y química en la Ethical Culture School, una escuela secundaria en el Upper West Side neoyorquino fundada por la Ethical Culture Society, un movimimiento religioso humanista del que sus padres eran miembros. Mantuvo una conexión con su escuela a lo largo de toda su vida, invitando a grupos de estudiantes a visitar su laboratorio todos los años. 
Heidelberger amaba la música y comenzó tocando el clarinete en la orquesta de la escuela. Heidelberger tenía un talento suficiente para que músico profesionales le animaran a plantearse una carrera. En lugar de ello acabó siendo su "principal relax". Siempre tocó los dos mismos instrumentos hechos a mano, un clarinet Si bemol y uno en La, llevándolos con sigo donde quiera que fuera para reunirse en representaciones de cámara en sus conferencias o en casa de sus amigos.

## Formación y primeros años de carrera investigadora
Cuando Heidelberger entró en la Universidad de Columbia en 1905, su familia se mudó al Upper West Side para que pudiera vivir más cerca de la facultad. Continuó residiendo allí durante el resto de su larga vida. Recibió todos sus grados académicos en esta universidad, culminando con un doctorado en Química Orgánica en 1911. Su defensa abordó los análogos de las quinazolinas, alcaloides que su director, Marston Taylor Bogert, creía —erróneamente, tal y como pudo probar Heidelberger— produciría colorantes útiles cuando se combinaban con el ácido ftálico. Como estudiante se pagó la carrera vendiendo jamones de Virgina a hoteles y grandes almacenes de alimentación de la ciudad las tardes del viernes, ganando 50 dólares a la semana y enseñando química bajo la dirección de Irving Langmuir en el Stevens Institute de Hoboken, New Jersey.
Apremiado por sus padres, Heidelberger, con el doctorado bajo el brazo arregló una visita a su antiguo médico de familia, Samuel J. Meltzer, quien le trato de niño de fiebre tifoidea, y que después se había convertido en director del departamento de fisiología del recién fundado Instituto Rockefeller de investigación médica. Meltzer le aconsejó brevemente a Heidelberger que no debería meterse en ciencias, porque "la ciencia no es una profesión que esté hecha para el hijo de un pobre". Heidelberger se dio rápidamente cuenta de que Meltzer estaba poniendo a prueba su compromiso con la ciencia e insistió en que quería ser químico. Meltzer cedió y lo envió a que conociera a los químicos del Instituto, Phoebus A. T. Levene, Donald D. Van Slyke, y Walter A. Jacobs (codescubridor de la reacción de Gould-Jacobs), con quienes Heidelberger acabó juntándose para tomar el té. Estos le recomendaron viajar a Europa para su formación postdoctoral, que entonces era un requisito para cualquier científico que quisiera encontrar un puesto en cualquier universidad importante de los Estados Unidos. 
Heidelberger siguió su consejo y se fue a Zúrich en 1911 durante un año al laboratorio del químico orgánico y futuro premio nobel Richard Willstätter en el instituto de tecnología Eidgenosse "Eidgenössische Technische Hochschule". Allí perfeccionó la síntesis del ciclooctatetraeno, un intermediario importante para la investigación en química orgánica. Willstätter ayudó al poco dotado económicamente hablando estudiante americano compartiendo el coste de los suministros del laboratorio con él, acordando que cuando se tuviera que comprar materiales caros, como el nitrato de plata, era su turno de pagar, mientras que a Heidelberger le tocaban los turnos cuando se compraban materiales baratos, como el ácido sulfúrico. Heidelberger consideró su experiencia con Willsträtter como "Mejor formación de la que tu no pudiste tener". Siguieron siendo amigos durante tres décadas, desde que Willstätter huyera de Alemania en 1938 y hasta su muerte en Suiza en 1942.
Mientras visitaba a sus parientes alemanes tras su vuelta de Zúrich, Heidelberger recibió un telegrama de su padre contándole una oferta para un puesto de miembro del Instituto Rockefeller, condicionado a una entrevista personal y a la aprobación del director, Simon Flexner.

## Instituto Rockefeller
Una vez aprobada la plaza de Heidelberger, comenzó a trabajar en septiembre de 1912 en el laboratorio de Walter Abraham Jacobs en un derivado de la hexametilentetramina, un complejo que parecía prolongar la vida de primates que sufrían poliomielitis, y que Flexner tenía esperanzas de que pudiera ser adaptada para su uso en humanos. Los resultados parecían prometedores a primera vista, pero Heidelberguer y Jacobs atribuyeron más tarde el efecto a la pérdida de virulencia del virus. 
En el verano de 1915, tras asistir a un campamento de instrucción para oficiales en Plattsburgh, New York, para una propuesta de ejército de voluntarios (una extensión del movimiento para preparar la entrada de Estados Unidos en la Segunda Guerra Mundial y ganar una mención como tirador, Heidelberg viajó al Lago Kezar en Maine de vacaciones. Tras interpretar allí Nina, de Pergolesi, el pianista que le acompañaba exclamó: "Conozcamos a Nina", y en ese momento entró una joven llamada Nina Tachau. Se casaron en 1916 al son de una marcha nupcial compuesta por el propio Heidelberger. Fue una escritora y activista del capítulo neoyorquino de la Liga de mujeres votantes y, durante los años 1940, de la Asociación estadounidense de las Naciones Unidas. Tras la muerte de su esposa por cáncer en 1946, Heidelberger continuó su trabajo en favor de las Naciones Unidas y fue miembro de la delegación de los Estados Unidos en las reuniones de la Federación Mundial de Organizaciones de las Naciones Unidas en Praga, Bangkok y otras ciudades. Conoció a su segunda esposa, Charlote Rosen en un concierto. Era la violista en un trío que interpretaba a Mozart en el que tocaba Heidelberger. Se casaron en 1956. Durante los diez años anteriores a su muerte en 1988 cuidó de ella en casa mientras sufría la enfermedad de Alzheimer. 
Tras la declaración de guerra a Alemania por parte de Estados Unidos en abril de 1917, Heidelberger fue comisionado en los cuerpos sanitarios y asignado al Instituto Rockefeller. Continuó trabajando con Jacobs, una colaboración que duró más de nueve años y produjo 44 artículos. Sintetizó muchos fármacos, en concreto arsenicales aromáticos para el tratamiento de enfermedades infecciosas, en particular de la sífilis y la enfermedad del sueño. En 1919 desarrollaron una variante de la "bala mágica" de Paul Ehrlich para la sífilis, el Salvarsan, que se probó eficaz contra el tripanosoma, el parásito que causa la enfermedad del sueño. Variantes de la triparsamida, como la llamó flexer, continúan administrándose hoy en día. En 1953 el rey de Bélgica, administrador colonial de partes de África en las que esta enfermedad es endémica, premió a Heidelberger y Jacobs por su descubrimiento. 
En 1921 Heidelberger se trasladó al laboratorio de Donald D. Van Slyke en el Hospital Rockefeller, donde pasó los siguientes dos años desarrollando un método para preparar grandes cantidades de oxihemoglobina purificada con su capacidad intacta para transportar oxígeno para los estudios de Van Slyke's sobre la captación y liberación de oxígeno en la sangre. Cuando Karl Landsteiner, el famoso inmunólogo y descubridor de los grupos sanguíneos austriaco llegó al Instituto en 1922, Heidelberger se embarcó con él en estudios sobre las propiedades antigénicas de los diferentes tipos de hemoglobina. A lo largo de su vida Heidelberger se sentía orgulloso de afirmar que aprendió inmunología de Landsteiner.
Durante este tiempo se acercó a Heidelberger el bacteriólogo Oswald Avery para ayudarle a elucidar la química de la "sustancia específica soluble" que Éste Alphonse R. Dochez habían encontrado en la cápsula esférica que envuelve a los neumococos y muchas otras especies de bacterias. En 1923, Heidelberger y Avery publicaron que esta substancia capsular, que determinaba el tipo específico de neumococos y con él su virulencia, se componía de polisacáridos, moléculas de carbohidrato compuestas por más de tres unidades de monosacárido. Su descubrimiento estableció por primera vez una relación entre la constitución química y la especificidad inmunológica de los antígenos, poniendo de ese modo el campo de la inmunología sobre una firme base bioquímica. Esto también refutó las ideas previamente asumidas y prevalecientes entre los científicos de que solo las proteínas podían actuar como antígenos. 
Heidelberger dedicó el resto de su carrera en gran medida a perseguir las consecuencias del de este descubrimiento pionero. Identificó y analizó la estructura de diferentes polisacáridos de neumococos —se ha descubierto más de un centenar desde entonces — así como de otros microorganismos, y estudió su papel en las reacciones inmunológicas. en 1927 dejó el Instituto Rockefeller y se convirtió en jefe del laboratorio del Hospital Monte Sinaí. Un año después se trasladó a la Facultad de Medicina y Cirugía de la Universidad de Columbia.

## En la Universidad de Columbia
Su papel como asesor químico del Departamento de Medicina encajaba muy bien con su generoso temperamento. La puerta de su despacho, que comparaba con «la calle 42 y Broadway» por el tránsito de personas, estaba abierta a todo el mundo, especialmente a investigadores junior, para que se pasaran por allí, discutir de temas de ciencia o política, y buscar su consejo. Durante los 27 años que estuvo allí utilizó sus conocimientos únicos sobre la química de los antígenos de polisacárido para desarrollar métodos, en particular la reacción de la precipitina, para aislar anticuerpos puros, probando que eran proteínas y que midió en unidades absolutas de masa por primera vez. 
Junto con sus colaboradores Forrest E. Kendall y Elvin A. Kabat formuló una teoría cuantitativa de la precipitina y otras reacciones inmunes, mostrando que tales reacciones se desglosaban en tres pasos distintos y estableciendo que los antígenos y los anticuerpos eran bi o multivalentes, lo cual significa que se combinan en proporciones variables. Estos descubrimientos permitieron a Heidelberg desarrollar un antisuero más potente para la meningitis en niños, así como una vacuna simple pero eficaz contra las diferentes formas de la neumonía, que fue probada con éxito entre los reclutas de las Fuerzas Aéreas 1944.

## Últimos años de su vida
Tras su jubilación de profesor en la Universidad de Columbia en 1954, Heidelberger se trasladó al Instituto de Microbiología de la Universidad Rutgers, y en 1964 a la Facultad de medicina de la Universidad de Nueva York. Allí continuó sus investigaciones sobre los polisacáridos del neumococo y sus reacciones cruzadas con varios tipos de antisuero, siempre persiguiendo el objetivo de su vida de describir la estructura química de la especificidad inmunológica, hasta su muerte en 1991.
Heidelberger recibió quince grados honoríficos y 46 medallas, citas y premios por su trabajo, incluyendo dos premios Albert Lasker Aen 1953 y 1978, el Premio Louisa Gross Horwitz en 1977, la National Medal of Science de manos del presidente Lyndon B. Johnson en 1967, y la medalla de bronce de la ciudad de París en 1964. fue miembro de la Academia Nacional de Ciencias y de la Academia de Medicina de Nueva York, así como oficial de la Legión de Honor de Francia. Ejerció dos veces como presidente de la asociación americana de Inmunólogos, en 1947 y en 1949. En ambas ocasiones su presidencia urgió a los científicos a resistirse al armamento nuclear y a las restricciones en el libre intercambio de científicos entre las fronteras nacionales en nombre de una lealtad nacional o de la seguridad.
Es de destacar que mantuvo una gran amistad con el premio nobel español Severo Ochoa.

## Algunas publicaciones
- An Advanced Laboratory Manual of Organic Chemistry. New York 1923
- Relation of Proteins to Immunity. In: Carl L.A. Schmidt (ed.) The Chemistry of the Amino Acids. Springfield IL 1938, pp. 953–974

- Recent Chemical Trends in the Study of Immunity. In: Maurice B. Visscher (ed.) Chemistry and Medicine. Minneapolis 1940, pp. 139–156

- Immunochemistry. In: David E. Green (ed.) Currents in Biochemical Research. New York, 1946, pp. 453–460

- Immunochemistry of Antigens and Antibodies. In: Robert A. Cooke (ed.) Allergy in Theory and Practice. Philadelphia 1947, pp. 81–99

- Lectures in Immunochemistry. New York 1956

- Immunochemical Approaches to Problems in Microbiology. New Brunswick 1961 (como coeditor)

- Perspectives in the Biochemistry of Large Molecules. Nueva York 1962 (como coeditor)

- Karl Landsteiner. June 14, 1868 - June 26, 1943. In: Biographical Memoirs. Tomo 40. Washington D. C. 1969, pp. 176–210

- Immunochemistry of Bacterial Polysaccharides. In: George Kwapinski (ed.), Eugene D. Day (ed.) Research in Immunochemistry and Immunobiology. Tomo 3. Baltimore 1973, pp. 1–40